# Sacaba
Sacaba è un comune (municipio in spagnolo) della Bolivia nella provincia di Chapare (dipartimento di Cochabamba) con 179.847 abitanti (dato 2010).

## Cantoni
Il comune è suddiviso in 6 cantoni:
- Aguirre
- Chiñata
- Lava Lava
- Quewiñapampa
- Sacaba
- Ucuchi